# Двострука обавезаност
Двострука обавезаност је емотивно-стресна дилема у комуникацији у којој појединац (или група) примају две или више конфликтних порука, при чему једна порука негира другу. Ово ствара ситуацију у којој веран однос према једној поруци резултира запостављањем друге (и обрнуто), тако да особа, без обзира шта уради, сигурно изневери очекивања и захтеве дела своје околине.
Двострука обавезаност настаје када особа не може да се супротстави темељној дилеми, па стога нити може да се у ситуацији снађе, нити да из ње изађе. 
Теорију Двоструке обавезаности (енгл. Double bind) је први пут описао Грегори Бејтсон са његовим колегама 1950.
Двострука обавезаност се често користи као облик контроле људи који избегава отворену принуду. Уместо принуде, код контролисане особе се ствара конфузија због које је њој тешко било да одговори на очекивања и захтеве, било да им се одупре.